# Passo do Chasseral
O passo do Chasseral é uma  colo da cordilheira do Jura, na Suíça que culmina a 1 502 m. Uma estrada liga este colo ao cume do mesmo nome, o Chasseral que fica a 1 607,4 m pelo que é o terceiro mais alto cume da cordilheira do Jura suíço.
O passo do Chasseral fica situado perto de Nods e do vale de Saint-Imier, ambos no cantão de Neuchâtel. 